# Go to Sleep
"Go to Sleep" fou el segon senzill extret de l'àlbum Hail to the Thief, sisè disc d'estudi del grup britànic Radiohead. Tenia un títol alternatiu com moltes cançons d'aquest àlbum, en aquest cas "Little Man Being Erased".
El grup es va inspirar en la cançó "Born Under Punches (The Heat Goes On)" de Talking Heads (1980), i el grup va citar l'àlbum Remain in Light. El videoclip d'animació mitjançant imatge generada per ordinador (CGI) fou dirigit per Alex Rutterford.

## Llista de cançons

### Versió UK
- CD 1 CDR6613

1. "Go to Sleep"
2. "I Am Citizen Insane"
3. "Fog (Again)" (Directe)

- CD 2 CDRS6613

1. "Go to Sleep"
2. "Gagging Order"
3. "I Am a Wicked Child"

- 12" 12R6613

1. "Go to Sleep"
2. "I Am Citizen Insane"
3. "I Am a Wicked Child"

### Versió EUA
- CD 52953

1. "Go to Sleep"
2. "Gagging Order"
3. "I Am a Wicked Child"

- 12" R-19218

1. "Go to Sleep"
2. "I Am Citizen Insane"

### Versió Canadà
- CD

1. "Go to Sleep"
2. "I Am Citizen Insane"
3. "Fog (Again)" (Directe)